# Kaiser's Finish
 Kaiser's Finish er en amerikansk stumfilm fra 1918 af John Josseph Harvey.

## Medvirkende
- Earl Schenck som Robert Busch
- Claire Whitney som Emily Busch
- Percy Standing som Richard Busch
- Louis Dean
- John Sunderland som Patin